# Jakub Wiśniewski
Jakub Jan Wiśniewski (ur. 15 czerwca 1977 w Łodzi) – polski politolog i dyplomata, podsekretarz stanu w Ministerstwie Spraw Zagranicznych (2024–2025), Stały Przedstawiciel RP przy Organizacji Współpracy Gospodarczej i Rozwoju (2014–2016), dyrektor Instytutu Felczaka (od 2025).

## Życiorys
Ukończył stosunki międzynarodowe na Uniwersytecie Łódzkim (2001). Odbył także studia na kierunku socjologia i polityka społeczna w Instytucie Roehampton na Uniwersytecie Surrey w Londynie (2000–2001). W 2005 obronił na Uniwersytecie Warszawskim doktorat z nauk politycznych z zakresu polityki społecznej na podstawie napisanej pod kierunkiem Włodzimierza Anioła pracy Ewolucja szwedzkiego i brytyjskiego modelu polityki społecznej w latach 1993–2003.
W 2003 rozpoczął pracę w Urzędzie Komitetu Integracji Europejskiej, gdzie pracował do 2010. W styczniu 2010 przeszedł do Ministerstwa Spraw Zagranicznych (MSZ), gdzie we wrześniu 2010 został dyrektorem Departamentu Strategii Polityki Zagranicznej. W 2011 był redaktorem i współautorem „Priorytetów polskiej polityki zagranicznej 2012–2016”. Od 13 września 2014 do 31 lipca 2016 był Stałym Przedstawicielem RP przy OECD. Następnie został wiceprezesem Globsec. W styczniu 2024 powrócił do MSZ i ponownie objął stanowisko dyrektorka Departamentu Strategii Polityki Zagranicznej. 17 stycznia 2024 otrzymał nominację na podsekretarza stanu w MSZ odpowiedzialnego za: współpracę ekonomiczną, prawa człowieka, wyzwania globalne i aktywność RP w ramach Organizacji Narodów Zjednoczonych, koordynację międzynarodowej współpracy rozwojowej oraz spraw z zakresu strategii i programowania polskiej polityki zagranicznej, a także relacje z państwami Ameryki Łacińskiej. 10 kwietnia 2025 odszedł ze stanowiska w MSZ. Następnie objął stanowisko dyrektora Instytutu Współpracy Polsko-Węgierskiej im. Wacława Felczaka.
Był członkiem rad naukowych i programowych PISM, Instytutu Zachodniego, Ośrodka Studiów Wschodnich (2010–2015) czy Instytutu Europy Środkowo-Wschodniej. W latach 2010–2013 był członkiem Forum Polsko-Czeskiego. Był publicystą „Tygodnika Powszechnego”.
W 2014 „za zasługi dla umacniania i rozwoju integracji europejskiej” został odznaczony Złotym Krzyżem Zasługi.
Syn Anny i Wojciecha. Ojciec trójki dzieci. Włada językiem francuskim i angielskim i słowackim.

## Publikacje książkowe
- Ewolucja szwedzkiego i brytyjskiego modelu polityki społecznej w latach 1993–2003, Warszawa: Oficyna Wydawnicza ASPRA-JR, 2005, ISBN 83-89964-45-7.